# Prüm (Renania-Palatinato)
Prüm (ˈpʰʀʏm) è una città tedesca sulla parte ovest dell'Eifel nel Land Renania-Palatinato, già città circondariale, oggi sede amministrativa della Comunità amministrativa omonima, nel  di Eifelkreis Bitburg-Prüm.

## Geografia fisica
Prüm è bagnata dal fiume Prüm, affluente del fiume Sauer, ai piedi del monte Schneifel-Höhenzug fra le Ardenne e l'Eifel. La sua altezza s.l.m. è di 490 m.

## Geografia antropica

### Frazioni
Alla città di Prüm appartengono le frazioni Kalvarienberg, Tafel, Wirbelscheid e Walcherath. Dopo il 1969 le località di Dausfeld, Niederprüm, Steinmehlen e Weinsfeld furono incorporate nella municipalità.

## Storia
La municipalità di Prüm viene citata per la prima volta nel 720 come villa prumia e nel 721 fu fondata l'Abbazia di Prüm.
La città era allora la sede di una delle carolingie immediatezze imperiali  quale l'abbazia benedettina omonima, che nel Medioevo era famosa per la sua scuola abbaziale.
Dopo il trattato di Prüm dell'855, l'imperatore Lotario I vi si ritirò come monaco e vi morì sei giorni dopo.
L'imperatore Enrico II concesse nel 1016 a Prüm il diritto di battere moneta e tenere mercato.

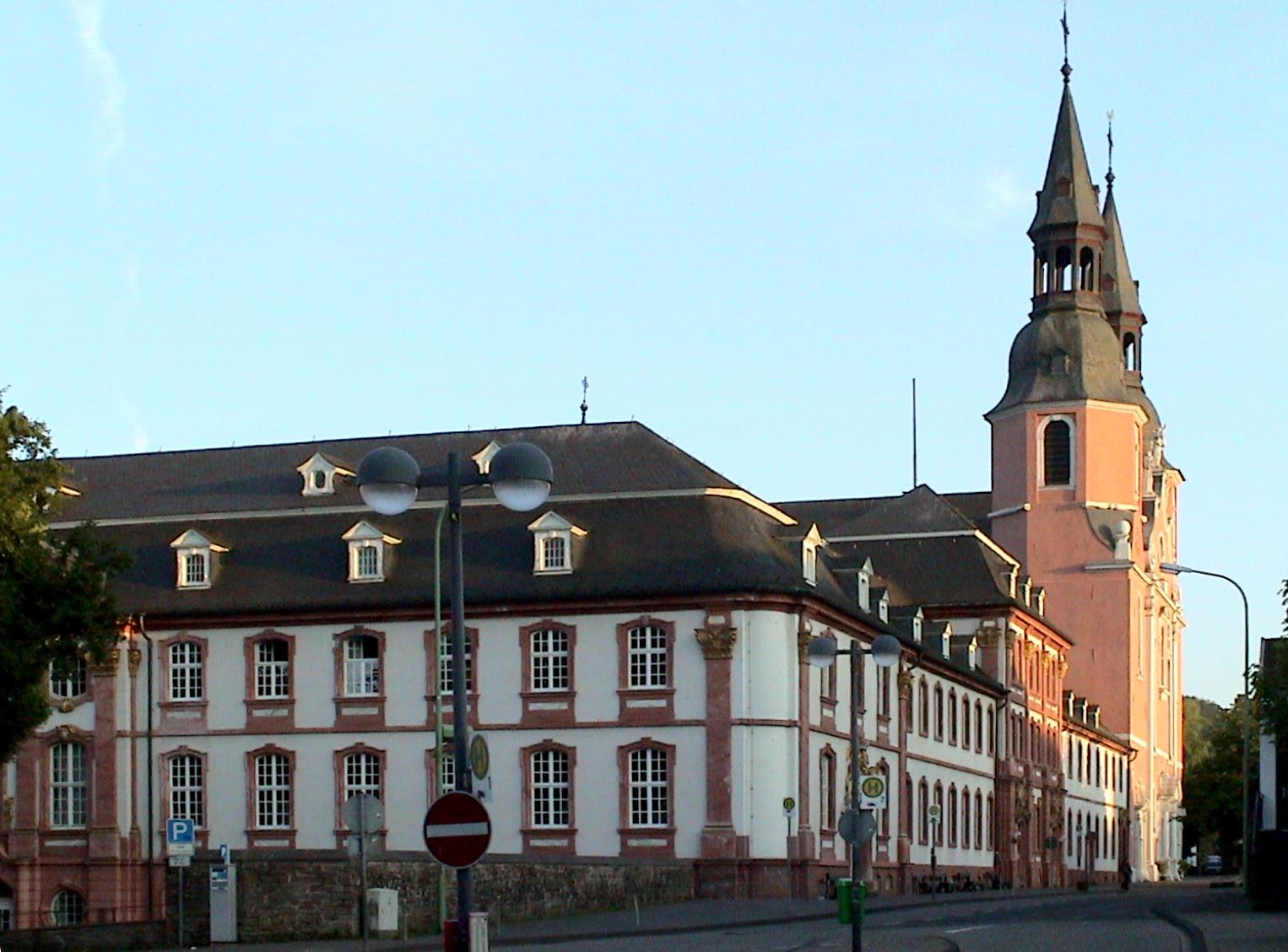
La chiesa abbaziale (Basilica di San Salvatore)

Nel 1307 fu fondato il Nikolaus-Hospital. Nel 1576 l'abbazia di Prüm venne incorporata nel Principato di Treviri e nel 1696 fu eretta la Cappella del Calvario (demolita nel 1949).
Dal 1721 la chiesa e gli edifici abbaziali furono ricostruiti a nuovo. Nel grande incendio del 1769 214 case della città su 294 andarono distrutte. Nel 1794, con l'invasione delle truppe rivoluzionarie francesi la signoria del principato di Treviri ebbe termine.
Nel 1798 Prüm divenne circondario e città cantonale nel dipartimento francese della Sarre e sede di sottoprefettura e quindi passò alla Francia. Nel 1802 l'abbazia venne soppressa e la chiesa abbaziale divenne una chiesa parrocchiale.
Come conseguenza del Congresso di Vienna Prüm passò nel 1815 al Regno di Prussia.
Il circondario francese di Prüm divenne circondario tedesco nel Distretto governativo di Treviri e dal 1822 appartenne alla Provincia del Reno. Nel 1841 comparve a Prüm il primo quotidiano locale, il Prümer Intelligenzblatt. Con decreto reale a Prüm nel 1856 venne conferito lo status di "città".
L'ospedale St. Joseph fu fondato nel 1869 e nel 1887 il convitto vescovile.
Il 22 dicembre 1883 fu aperta la tratta ferroviaria per Gerolstein, grazie alla quale Prüm fu collegata alla rete ferroviaria. I primi acquedotti privati furono eretti nel 1892 e nello stesso anno terminò la costruzione della chiesa di culto evangelico.
Nel 1901 giunse a Prüm la corrente elettrica. Dal 1908 terminò la canalizzazione. Dopo la prima guerra mondiale Prüm, come il resto della Renania rimase sotto l'occupazione francese dal 1918 fino al 1930.
Durante la seconda guerra mondiale Prüm divenne, dal 16 settembre 1944, bersaglio del tiro dell'artiglieria statunitense e dal 23 dicembre subì i bombardamenti alleati connessi all'offensiva delle Ardenne. La città rimase distrutta all'80%.
La vigilia di Natale del 1945 la volta della navata destra della chiesa crollò inaspettatamente, a causa dei danni subiti negli ultimi tempi della guerra.

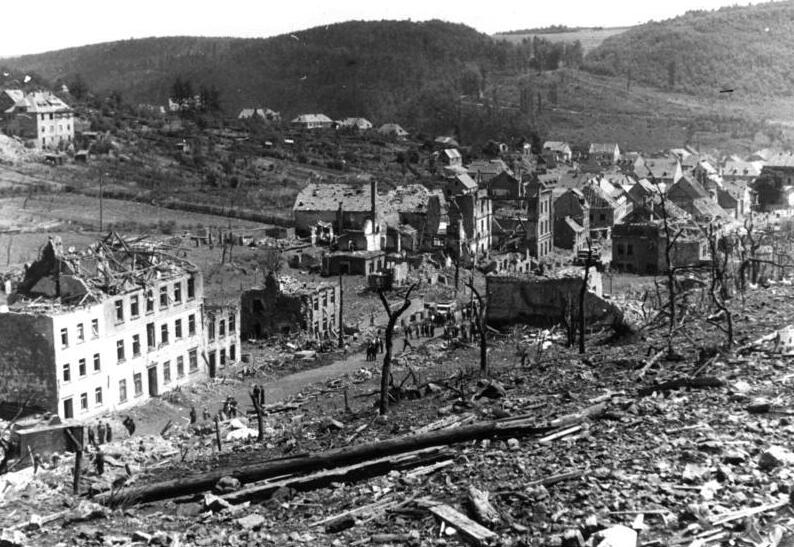
Distruzioni a Prüm in seguito all'esplosione del 1949

Dopo la guerra, dal 1946, Prüm fu assegnata al neocostituito Bundesland Renania-Palatinato. Nella nuova ripartizione amministrativa Prüm divenne città circondariale del più grande circondario di pianura della Germania e centro scolastico ed amministrativo.
Il 15 luglio 1949, a seguito della disastrosa esplosione di un deposito di esplosivo, destinato alla demolizione della Linea Sigfrido e situato in un bunker ad ovest della città sotto il controllo dell'esercito di occupazione francese, furono pesantemente danneggiate numerose case di nuova costruzione per un tratto lungo qualche chilometro; l'esplosione provocò 12 morti e 15 feriti, aprendo un cratere di 20 metri di profondità.
Con la riforma amministrativa del 1971 il circondario di Prüm fu unito a quello di Bitburg formando così il circondario dell'Eifel, Bitburg-Prüm. Le autorità furono trasferite prevalentemente a Bitburg e Prüm divenne sede del distretto governativo omonimo. Nel 1984 fu costruito il nuovo Ospedale St. Josef; nel 2001 fu chiuso il convitto.
Nel 2005 a Prüm fu siglato il Trattato di Prüm, accordo firmato, ad integrazione e completamento del trattato di Schengen, dai seguenti paesi membri dell'Unione europea: Austria, Belgio, Francia, Germania, Lussemburgo, Spagna e Paesi Bassi.

## Geografia antropica

### Frazioni

#### Quartiere Dausfeld
Viene citato la prima volta nell'816 come deofansfeld (esso apparteneva allora alla Parrocchia di Rommersheim. Dal 1330 divenne una parrocchia indipendente.
Il 1º gennaio 1971 Dausfeld entrò a far parte della municipalità di Prüm.
Oggi Dausfeld conta circa 507 abitanti, suddivisi in tre sottoquartieri: Dausfelder Höhe, Alt-Dausfeld e Dausfelder Mühle.

#### Quartiere Niederprüm
Il re Pipino il Breve, nel 762 donò all'Abbazia di Prüm la proprietà terriera di Niederprüm.
Qui sorse nel 1190 un monastero benedettino e con esso iniziò la colonizzazione della proprietà. Tra il 1285 ed il 1296 il monastero ricevette in dono un'altra proprietà, conseguentemente chiamata  Niederprümer Hof a Schweich sulla Mosella. L'edificio conventuale fu ricostruito nel 1670 ed oggi ospita una scuola di Vincenziani. Il 7 giugno 1969, con la riforma amministrativa Niederprüm venne incorporata in Prüm.

#### Quartiere di Steinmehlen
Sorse presumibilmente prima dell'816. Il 1º gennaio 1974 Steinmehlen venne incorporata in Prüm.

#### Quartiere di Weinsfeld
In un documento della benefattrice Bertrada di Prüm dell'VIII secolo viene citata la proprietà di Winand e la prima menzione scritta di Weinsfeld risale al 1282. La torre campanaria della chiesa fu eretta nel 1735. Le campane della torre risalgono al 1533. Nel XX secolo vennero trovate tombe di epoca romana e franca. Il 1º gennaio 1973 Weinsfeld divenne un quartiere di Prüm. Oggi Weinsfeld è un quartiere residenziale.

## Sviluppo demografico
| - 1815 – 2353 - 1835 – 2790 - 1871 – 2681 - 1905 – 3445 - 1939 – 4508 - 1950 – 3918 | - 1961 – 5003 - 1965 – 5371 - 1970 – 5346 - 1975 – 5204 - 1980 – 5280 - 1985 – 4990 | - 1987 – 5032 - 1990 – 5237 - 1995 – 5529 - 2000 – 5508 - 2005 – 5380 |

 Fonti: Ufficio statistico della Renania-Palatinato

## Elementi caratteristici

### Architettura

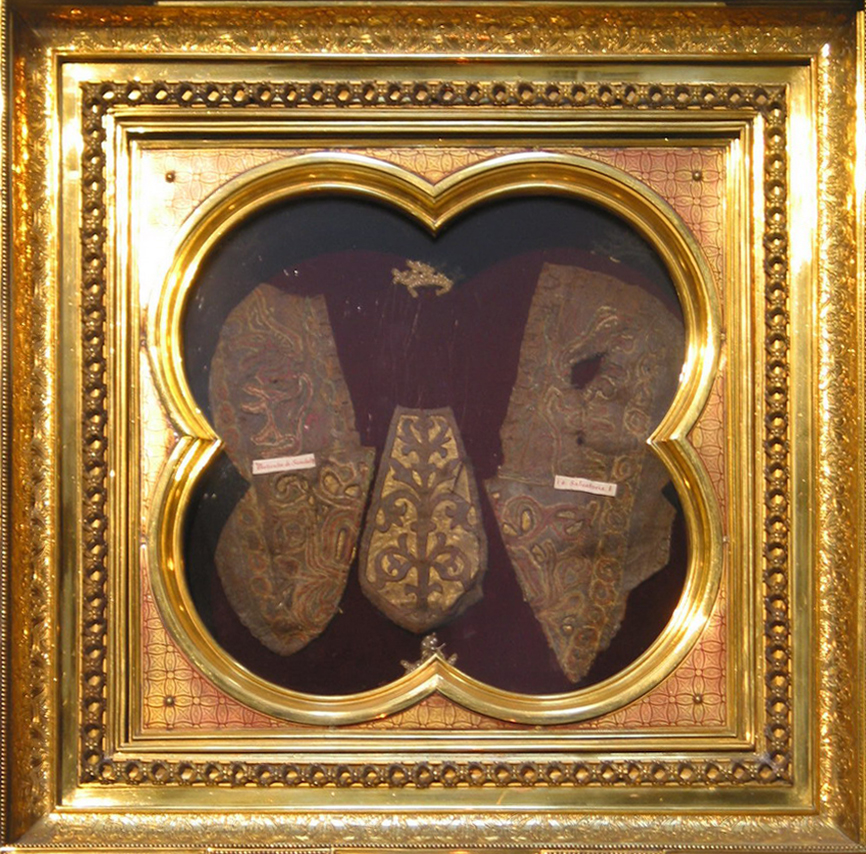
Reliquie della Basilica: Sandali di Cristo

- Basilica di San Salvatore, con la tomba di Lotario I e la reliquia dei "Sandali di Cristo"
- Abbazia di Prüm, edificio barocco dai disegni di Balthasar Neumann  con il ricco portale e la Sala imperiale, l'aula di stile rococò dell'attuale ginnasio Regino.

### Manifestazioni
Giugno, luglio ed agosto sono i mesi della Prümer Sommer (Estate di Prüm). Essa viene iniziata con un mercato e l'ultima domenica di giugno ha luogo una competizione musicale per le strade della città. Nei successivi otto giovedì vi sono manifestazioni sulla piazza del municipio, con esibizioni di gruppi musicali e danzanti, gare di mungitura, segatura di tronchi e bevute. Da anni fanno parte del programma anche raduni di ciclisti e sfilate di moda.
Per quattro domeniche si svolgono di fronte alla basilica concerti speciali (Musica classica, Jazz, Folk etc.).

## Economia e trasporti

### Economia
Fra le imprese maggiori della regione vi sono stabilimenti della Milch-Union Hocheifel (produzione di latte e latticini) con sede a Pronsfeld (circondario rurale di Eifelkreis Bitburg-Prüm), a 10 km da Prüm, della Stihl, primo produttore mondiale di motoseghe con sede a Waiblingen (Baden-Württemberg) e della PRÜM-Türenwerk GmbH.

### Trasporti
Il servizio ferroviario da Prüm ebbe termine nel 1980 e gran parte della sede ferroviaria fu trasformata per diversa destinazione (piste ciclabili, ad esempio). Diciannove anni dopo ebbe luogo l'ultima, speciale corsa ferroviaria con partenza dalla stazione dell'Abbazia.
La strada federale B 265, che unisce la città a Colonia, e la B 410, che da Hirten conduce al confine lussemburghese presso Dasburg, si incrociano a Prüm. La B 51, che unisce Stuhr (Bassa Sassonia) al confine francese presso Sarreguemines, e l'autostrada A 60 passano non distante da Prüm.
A circa 35 km a nord di Prüm vi è un collegamento con l'autostrada A 1.
Ne centro della città è vietata la circolazione di autocarri di portata superiore a 7,5 t ed il traffico a lunga percorrenza transita intorno a Prüm sulle statali B 51 e B 410.

## Amministrazione

### Gemellaggi
Prüm è gemellata con:
- Monthermé, dal 1962
- Fort Madison, dal 1997